# إينيس بي سويفت
إينيس بي سويفت (بالإنجليزية: Innis P. Swift)‏ هو عسكري أمريكي، ولد في 7 فبراير 1882 في فورت لارامي في الولايات المتحدة، وتوفي في 3 نوفمبر 1953 في سان أنطونيو في الولايات المتحدة.